# محمد اعظم عبیدی
محمد اعظم عبیدی (زاده ۳ اردیبهشت ۱۳۰۶– درگذشت ۱۰ آذر ۱۳۸۷) یکی از نویسندگان نامی کشور افغانستان است.

## زندگی‌نامه
محمد اعظم عبیدی به روز ۳ اردیبهشت سال ۱۳۰۶ هجری خورشیدی (۱۹۲۷) در شهر کابل چشم به جهان گشود. پدرش حاجی عبیدالله خان برای زمان خودش از شخصیت‌های تعلیم‌یافته و سختکوش بود که در نقاط مختلف افغانستان عهده‌دار مکلفیت‌های دولتی بود. مادرش بی بی فاطمه که بانوی تعلیم‌یافته و دختر قاضی عبدالله خان از شخصیت‌های سرشناس دهه‌های نخست سدهٔ بیستم افغانستان بود، هنوز یگانه فرزندش به عنفوان جوانی نرسیده بود که چشم از جهان بست.
اعظم عبیدی در سال ۱۳۳۳ در رشته ادبیات دری و پشتو از دانشکدهٔ ادبیات دانشگاه کابل فارغ‌التحصیل شد. در سال ۱۳۴۵ در رشته اداره و نظارت تعلیم و تربیه از کولمبیا یونورستی (نیویارک) ماستری و در سال ۱۳۵۱ از همین یونورستی در رشته تحقیقات تعلیمی و کار عملی در همین ساحه تخصص اخذ نمود.

## فعالیت‌ها
عبیدی کار را به عنوان معلم در لیسه استقلال آغاز کرد. مدتی هم کارمند موزیم ملی افغانستان بود و در کار پژوهش‌های باستانشناسی از جمله با تیم باستانشناسان فرانسه یی در افغانستان سهم گرفت.
محمد اعظم عبیدی و چهار دهه در عرصه معارف و فرهنگ در پست‌های تدریسی، اداری، علمی و ریسرچ تعلیمی کار نمود. استاد عبیدی در سال۱۳۵۲ به حیث معاون ریاست تدریسات ابتدایی و سپس به حیث مدیر عمومی امداد خارجی وزارت معارف مقرر شد. در سال ۱۳۵۵ در اثر اختلاف با وزیر وقت، از کار اداری دست کشید و تصمیم گرفت تا به حیث استاد در مؤسسه عالی تربیه معلم سید جمال الدین افغانی- مؤسسه یی که زمانی آن جا متعلم و بعدها معاون و مدیر بود - به خدمت ادامه دهد. وی تا تابستان سال ۱۹۹۲ که ناگزیر از ترک افغانستان شد، به حیث استاد مضمون روانشناسی تعلیم و تربیه در انستیتوت تربیه معلم سید جمال الدین افغانی، ایفای وظیفه نمود.

## زندگی ادبی
عبیدی نویسندگی را از زمان تحصیل در دانشگاه آغاز کرد و نخستین داستان‌های کوتاه او در همین سالیان در روزنامه‌ها و مجلات منتشر شدند. شایق افندی و عبدالرحمان پژواک از شمار مشوقین او در عرصهٔ نویسندگی بودند.
در دهه‌های سی و چهل هجری شمسی به اثر استقبال خوانندگان و تقاضای ناشران، چند صد اثر داستانی استاد عبیدی در نشریات گوناگون افغانستان به چاپ رسیدند.
پژوهش در مورد مراسم ویساک و آیین سکه و نیز پژوهش در مورد آیین برافراشتن جهندهٔ سخی در مزار شریف از شمار کارهای پژوهشی جالب استاد عبیدی به‌شمار می‌رود.
عبیدی از زمان آغاز نشر برنامه‌های اطفال در رادیو، کار تهیه متن این برنامه‌ها را بر عهده داشت. در چهارچوب همکاری با همین برنامه‌ها صدها افسانه و مطالب معلوماتی و پرورشی برای کودکان نوشت و تهیه نمود. وی همکاری با رادیو و تلویزیون را پس از کودتای هفت ثور ۱۳۵۷ قطع نمود. از این پس او دیگر اثر داستانی نه نوشت.

## نظرات سیاسی
عبیدی هیچ‌گاه در هیچ حزب و گروه سیاسی عضویت نداشته‌است. وی از مخالفین تجاوز شوروی بر افغانستان و از منتقدین رژیم‌های محصول این مداخله و تجاوز بود و به همین سبب از مقاومت ملی ضد تجاوز پشتیبانی می‌نمود؛ و امّا، پس از مشاهده اعمال تنظیم‌ها و حکومت تنظیمی، باز هم در صف منتقدین قرار گرفت.
عبیدی از سال ۱۹۹۴ در آلمان اقامت دارد. او از بدو تأسیس مجله آسمایی (ژانویه ۱۹۹۷) مدیریت مسؤول آن را پذیرفت و پنج شماره نخست آسمایی تحت نظر ایشان به چاپ رسید. تا این زمان مطالب منتشره بیشتر نیازمندی‌های کودکان، نوجوانان و جوانان افغان را مد نظر داشت؛ و امّا به اثر تغییر اوضاع در افغانستان و خواست شمار زیادی از هموطنان افغان مسئله بازبینی در اهداف و خطوط نشراتی آسمایی روز به روز مبرم تر می‌گردید. چون استاد عبیدی پیشبرد این اهداف و خطوط نشراتی نو را خارج از تخصص خود می‌دانست، در سال ۱۹۹۸ از مدیریت مسؤول آسمایی استعفا نمود.
عبیدی مسلمان متدین، و شخصیت پاکدامن و صریح اللهجه بود. او افغانستان را با تمام وجودش دوست داشت. او از هرگونه تعصب مذهبی، قومی، زبانی و سمتی مبری بود و هرگوشهٔ افغانستان را وطن و هر فرزند آن سرزمین را یک برابر هموطن خویش می‌دانست. وی از وضع ناگوار افغانستان، و جو بدگمانی و دشمنی میان افغان‌ها، سخت رنج می‌کشید. وی تا به آخر به آن ارزش‌هایی که وی به آن‌ها اعتقاد داشت وفادار باقی ماند.
استاد محمد اعظم عبیدی به روز یکشنبه مورخ دهم آذر ۱۳۸۷ (۳۰ نوامبر سال ۲۰۰۸) در شهر مونشن‌گلادباخ در کشور آلمان، چشم از جهان بست و با آن که با تمام وجود افغانستان را دوست داشت؛ ولی بنابر ملاحظاتی در شهر مونشنگلادباخ به خاک سپرده شد.

## بازتاب‌ها
استاد رهنورد زریاب، استاد محمد اعظم عبیدی را یکی از بنیادگذاران داستاننویسی کوتاه در افغانستان دانسته و وفات وی را برای تمام خانواده ادبیات افغانستان غم‌انگیز دانست.
دکتر اکرم عثمان، نویسنده و دانشمند سرشناس افغان - یکی از شاگردان این خدمتگزار سابقه دار معارف و فرهنگ - وفات عبیدی را برای همه اهل معارف و فرهنگ افغانستان ضایعهٔ بزرگ دانست.
به نظر پوهاند دکتور مجاور احمد زیار، استاد عبیدی نه تنها یکی نخستین کسانی بود که با اصول نوین و معاصر تعلیم و تربیه آشنا گردید و در عصری سازی معارف افغانستان نقش شایسته یی ایفا نمود، بل وی از نخستین کسانی است که نوشتن داستان کوتاه به هر دو زبان دری و پشتو را آغاز نمود.
پروفسور دکتر عنایت الله شهرانی که خود از شاگردان استاد عبیدی و سپس هم همکار وی بود، عبیدی را از شخصیت‌های بارز و نمونهٔ معارف و فرهنگ افغانستان دانسته و وی را مرد آزاده، با شهامت، با غیرت، راستگو، پاکنفس، وطندوست و مدافع حق و عدالت تعریف می‌نماید که در برابر زورمندان نترس و در برابر زیردستان مهربان بود و از هر گونه تعصب قومی، سمتی، زبانی و مذهبی مبری بود.
هیئت رهبری وزارت معارف در حالی که وفات «این شخصیت عالیقدر علمی و فرهنگی کشور را ضایعه بزرگ و فقدان ایشان را برای معارف و مطبوعات کشور جبران ناپذیر» تعریف نمود از خدمات وی برای معارف و فرهنگ کشور، در طول بیش از چهار دهه تقدیر به عمل آورد.
رئیس جمهور کرزی، مرحوم عبیدی را شخصیت غریبنواز و مهربان توصیف نموده ضمن قدردانی از خدمات وی برای فرهنگ و معارف افغانستان، وفاتش را یک ضایعه خواند.